# 奧萊希尼察
奧萊希尼察（波蘭語：Oleśnica）是波蘭的城鎮，位於該國西南部，由下西里西亞省負責管轄，始建於十三世紀，面積20.96平方公里，海拔高度150米，鎮上的城堡於1542年至1616年間重建，2006年人口36,951。

## 友好城市
- 法國 若奈-马里尼

## 外部連結
- Municipal website （页面存档备份，存于）
- Panorama Oleśnicka （页面存档备份，存于） （波兰語）
- News from Oleśnica （页面存档备份，存于） （波兰語）
- History of Oleśnica （页面存档备份，存于） （波兰語）
- Old postcards from Oleśnica （页面存档备份，存于） （波兰語）
- Jewish Community in Oleśnica on Virtual Shtetl

51°12′N 17°23′E / 51.200°N 17.383°E